# Cacophis squamulosus
Espèce
Synonymes
- Pseudelaps squamulosus 
Duméril, Bibron & Duméril, 1854
- Pseudelaps fordii Boulenger, 1896
- Diemansia cucullata Günther, 1862
- Pseudoelaps atropolios Jan & Sordelli, 1873

Cacophis squamulosus est une espèce de serpents de la famille des Elapidae.

## Répartition
Cette espèce est endémique d'Australie. Elle se rencontre au Queensland et en Nouvelle-Galles du Sud.

## Publication originale
- Duméril, Bibron & Duméril, 1854 : Erpétologie générale ou histoire naturelle complète des reptiles. Tome septième. Deuxième partie, p. 781-1536 (texte intégral).